# Barichneumon sambonis
Barichneumon sambonis là một loài tò vò trong họ Ichneumonidae.